# Johan Thomas Lundbye
Johan Thomas Lundbye (1. září 1818 – 25. dubna 1848) byl dánský malíř a grafik, známý svými malbami zvířat a krajin. Snažil se v duchu Nielse Lauritse Høyena rozvíjet národní umění malováním charakteristických krajin Dánska, jeho historických budov a památek i prostého venkovského lidu. Spolu s P. C. Skovgaardem a Lorenzem Frølichem patřil k národním romantickým malířům své generace, kteří pravidelně zobrazovali krajinu ostrova Sjællandu.

## Život

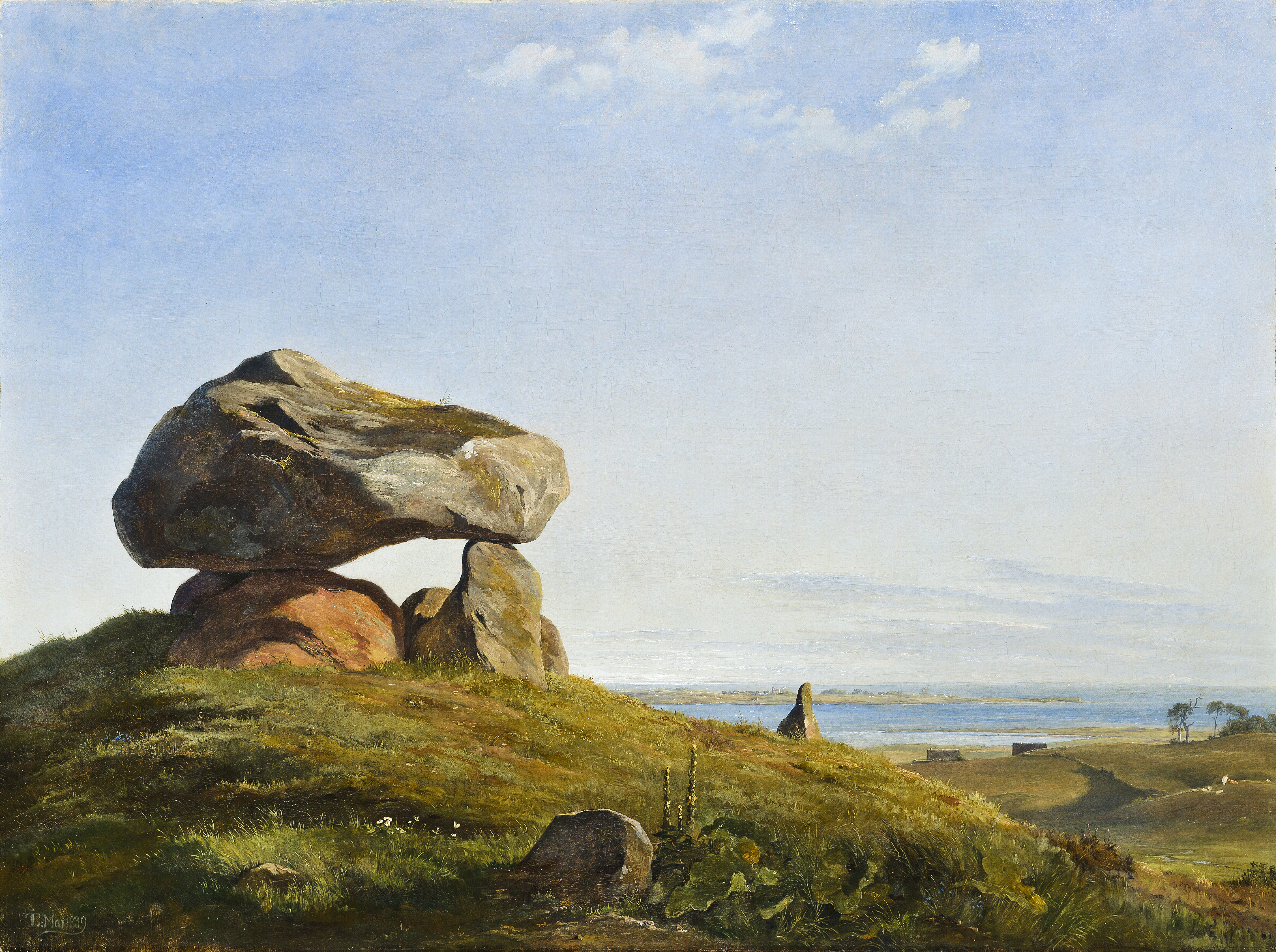
Stará mohyla na Refsnæsu viděná od Raklevu (1839)

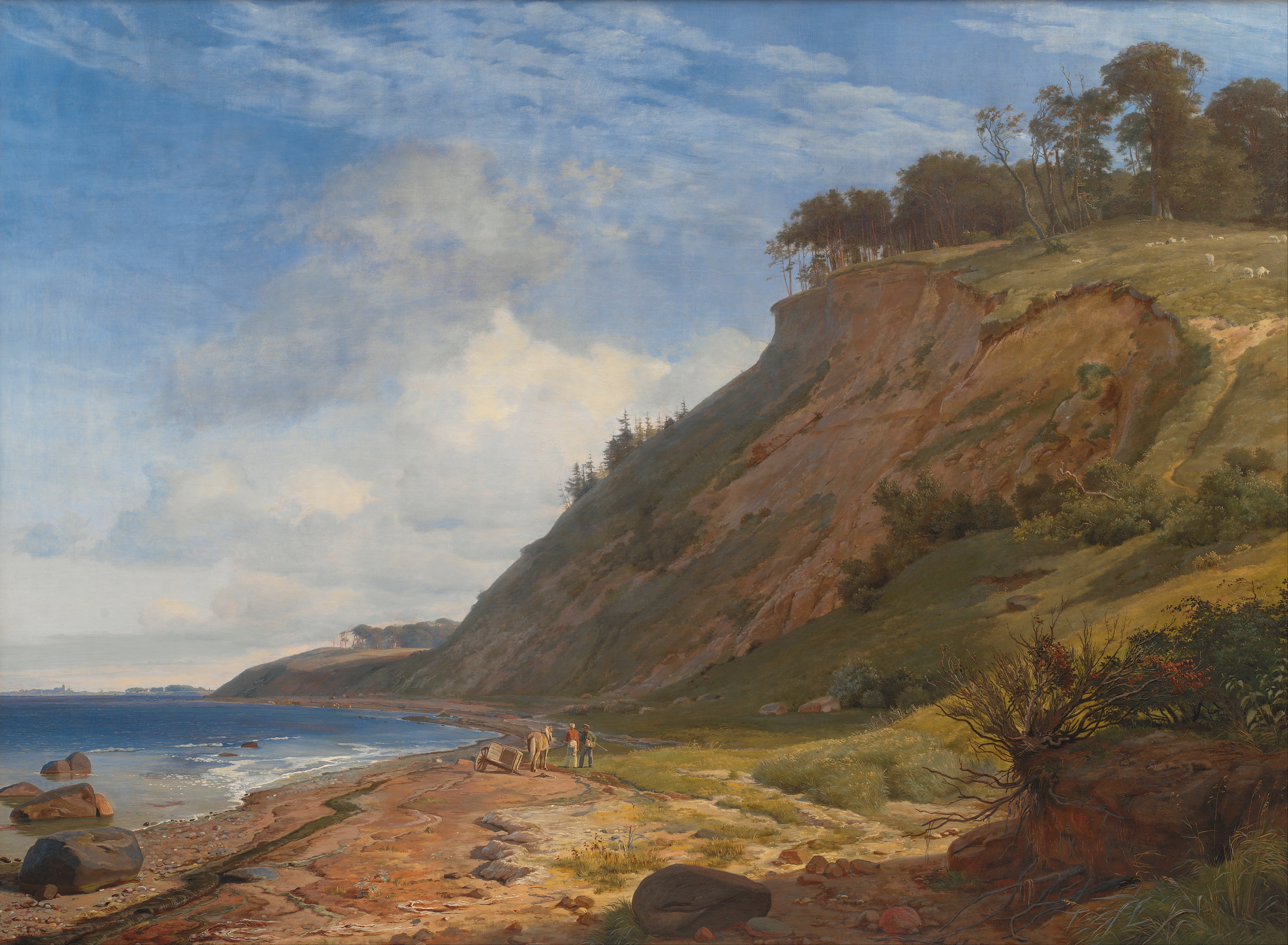
Dánské pobřeží. Pohled z Kitnæsu na fjord Roskilde (1843)

Lundbye se narodil v Kalundborgu na ostrově Sjælland v Dánsku. Byl jedním ze synů Joachima Theodora Lundbyeho (1778–1841) a Cathrine Bonnevieové (1792–1863). Pocházel z vojenské rodiny a byl bratrem Christena Carla Lundbyeho (1812–1873) a Emanuela Andrease Lundbyeho (1814–1903), kteří působili jako dánští vojenští důstojníci.
Jako dítě měl Lundbye chatrné zdraví. S rodinou se přestěhoval do Kodaně, později přišla do Frederikssundu, odkud se po smrti svého otce vrátil s matkou do Kalundborgu. Soukromě studoval u malíře zvířat Christiana Holma (1804–1846) a ve 14 letech vstoupil do výtvarné školy Johana Ludwiga Lunda (1777–1867).
V roce 1832 Lundbye nastoupil na Královskou dánskou akademii umění v Kodani, kterou absolvoval v roce 1842. Vystavovat začal v roce 1835 a v roce 1839 vytvořil obraz En gravhøj fra oldtiden ved Raklev på Refsnæs (Stará mohyla na Refsnæsu viděná od Raklevu). Jeho další obraz Parti af Dyrehaven med Hjorte og Hinde (Pohled na Dyrehaven s jelenem a laní) koupil Kunstforeningen, vlivná umělecká společnost spojená s historikem umění a kritikem Nielsem Lauritsem Høyenem (1798–1870).
V následujících letech se umělec zaměřil na krajinomalbu. Velký obraz Kystparti ved Isefjord (Pobřeží Isefjordu), vystavený v roce 1843, byl zakoupen Královskou sbírkou obrazů, nyní Dánskou národní galerií (Státní muzeum umění). Ilustroval knihu poezie pro malé děti básníka Hanse Vilhelma Kaalunda (1818–1885) Fablera pro Børn: Et halvhundrede Billeder, vydanou v roce 1845.

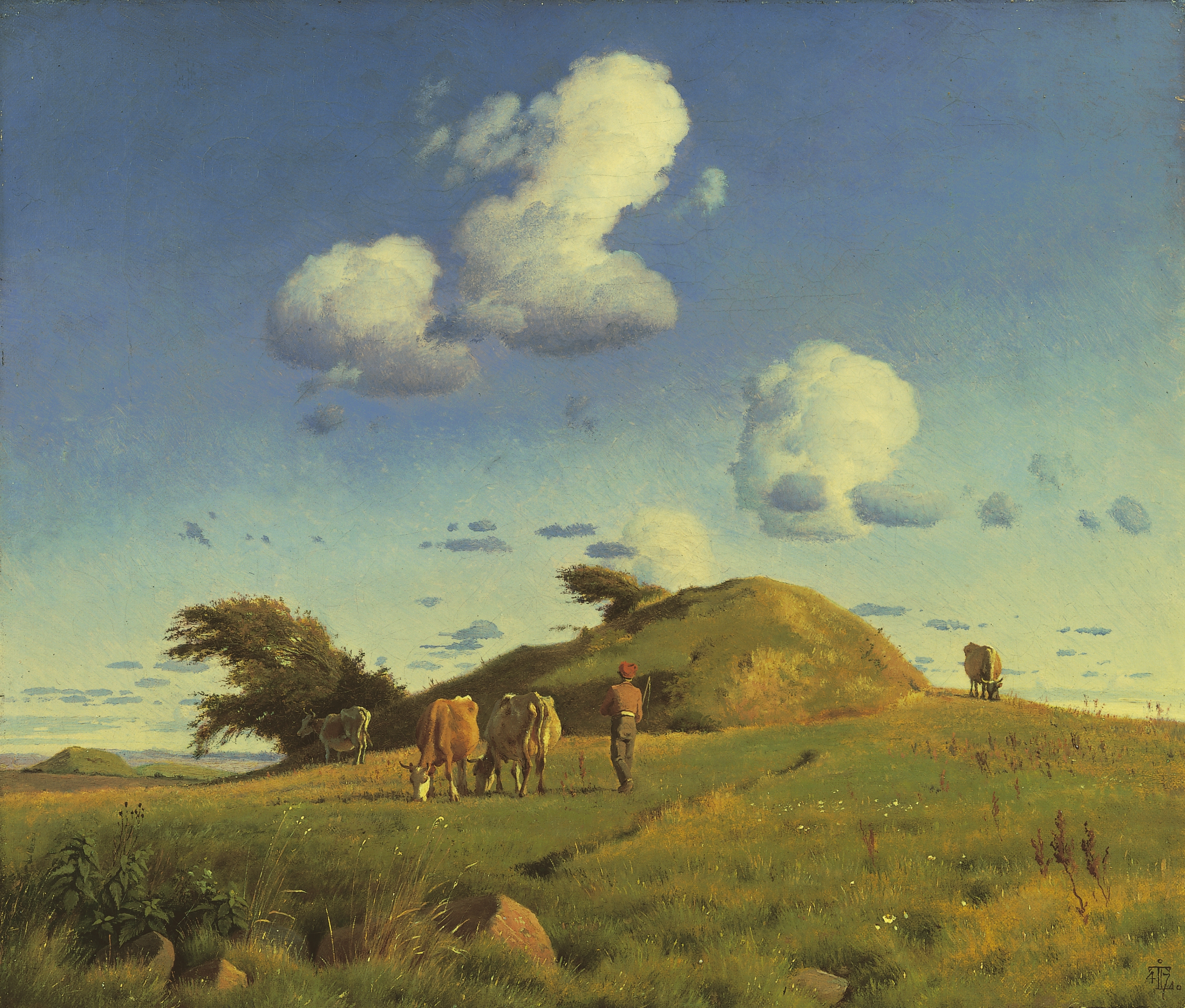
Podzimní krajina. Hankehøj ve Vallekilde (1847)

Od Akademie Lundbye získal v roce 1845 cestovní stipendium, které bylo o rok později obnoveno. 5. června 1845 opustil Dánsko a cestoval přes Německo (Altona, Düsseldorf, Kolín nad Rýnem, Mohuč, Štrasburk), přes Rýn do Švýcarska (Basilej, Ženeva), do Francie (Marseille) a poté do Itálie, kde namaloval obraz Oxer i den romerske Kampagne (Volové v římské Campagni), který byl vystaven v roce 1847 a zakoupen Královskou sbírkou obrazů.
Do Dánska se Lundbye vrátil po roce a půl 18. července 1846. Překvapil svůj okruh přátel, když oznámil, že bude rok žít na venkově, a vybral si malý statek poblíž Helsingøru. Vypukla však válka s Pruskem, v Dánsku známá jako Tříletá válka (Treårskrigen), a na jaře 1848 se Lundbye jako mnoho dalších mladých umělců přihlásil do armády. Zemřel o osm dní později, 26. dubna 1848, ve věku 29 let. Není jasné, zda zemřel následkem náhodného výstřelu, nebo zda se umělec trpící chronickou depresí zabil sám.